# Anabasis articulata
Anabasis articulata är en amarantväxtart som först beskrevs av Peter Forsskål, och fick sitt nu gällande namn av Horace Bénédict Alfred Moquin-Tandon. Anabasis articulata ingår i släktet Anabasis och familjen amarantväxter. Inga underarter finns listade i Catalogue of Life.

## Bildgalleri

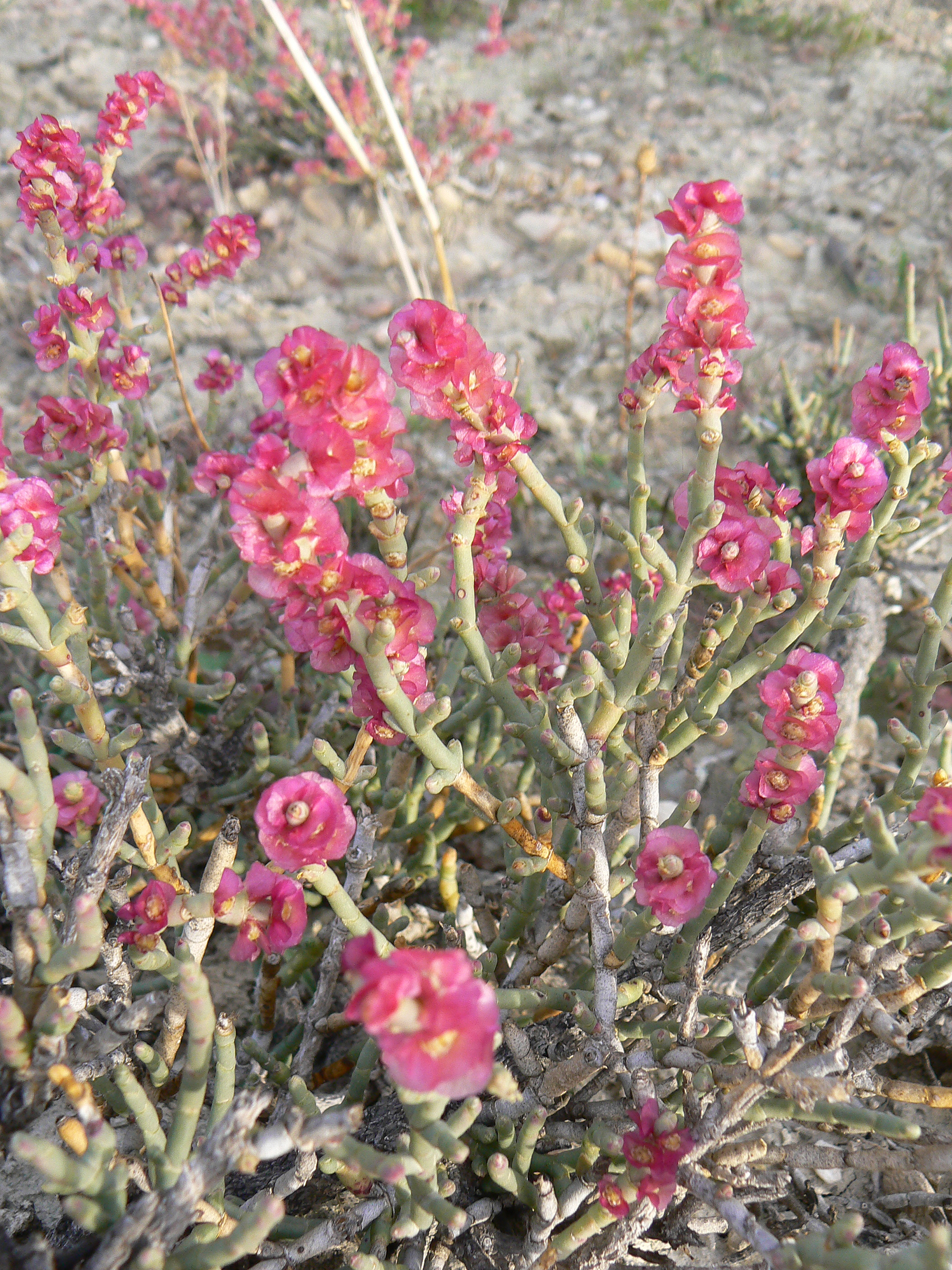
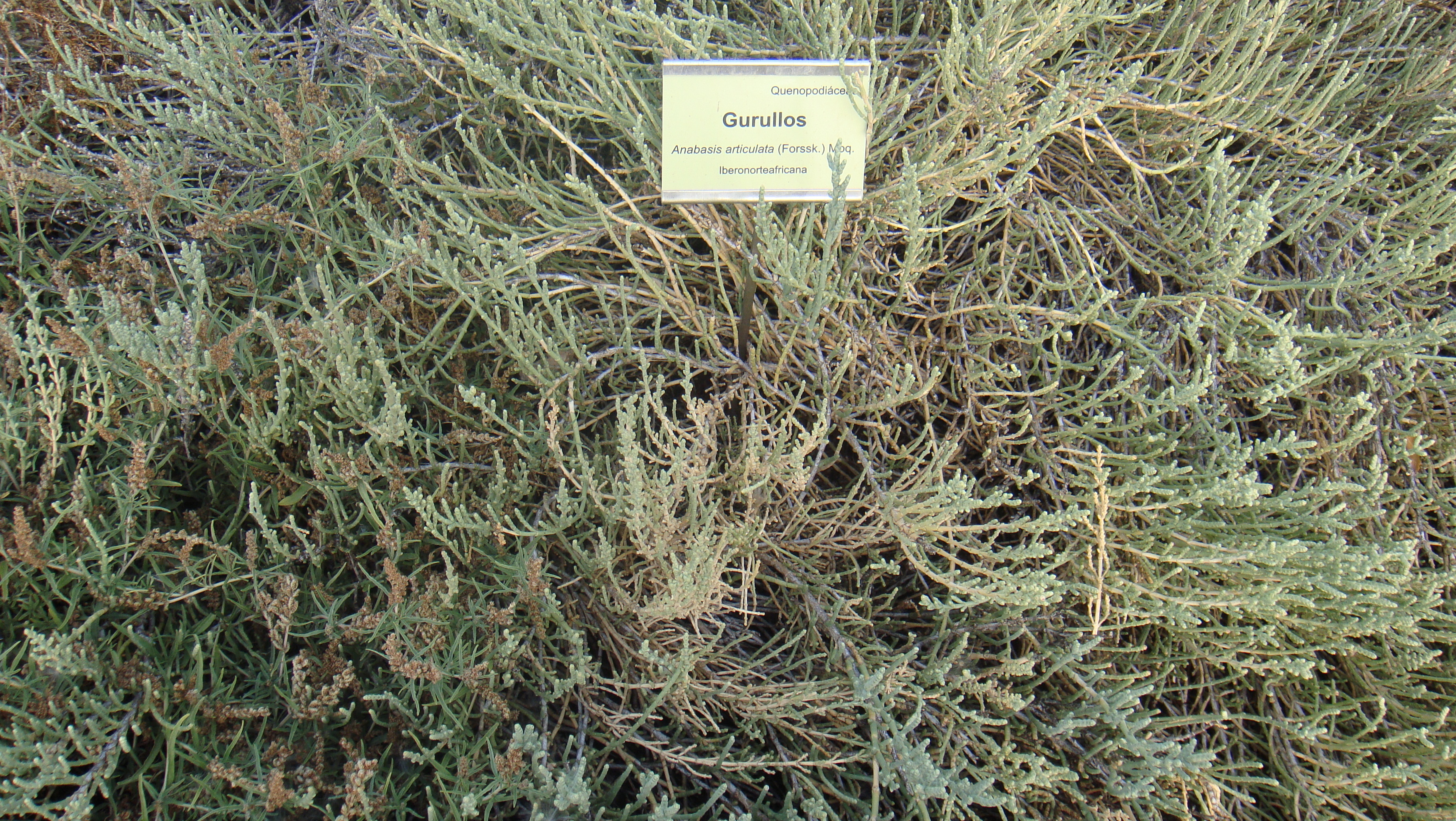
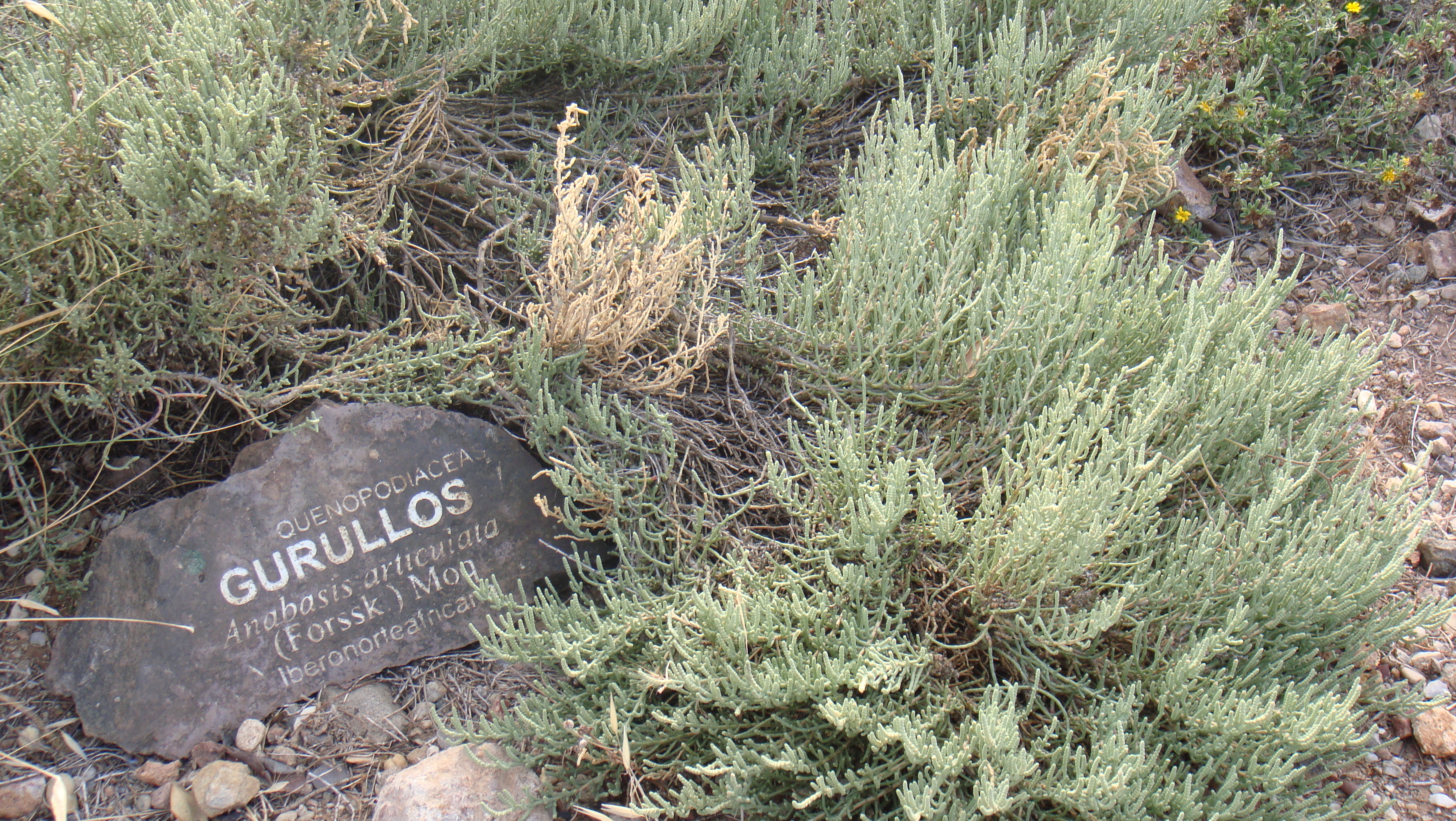
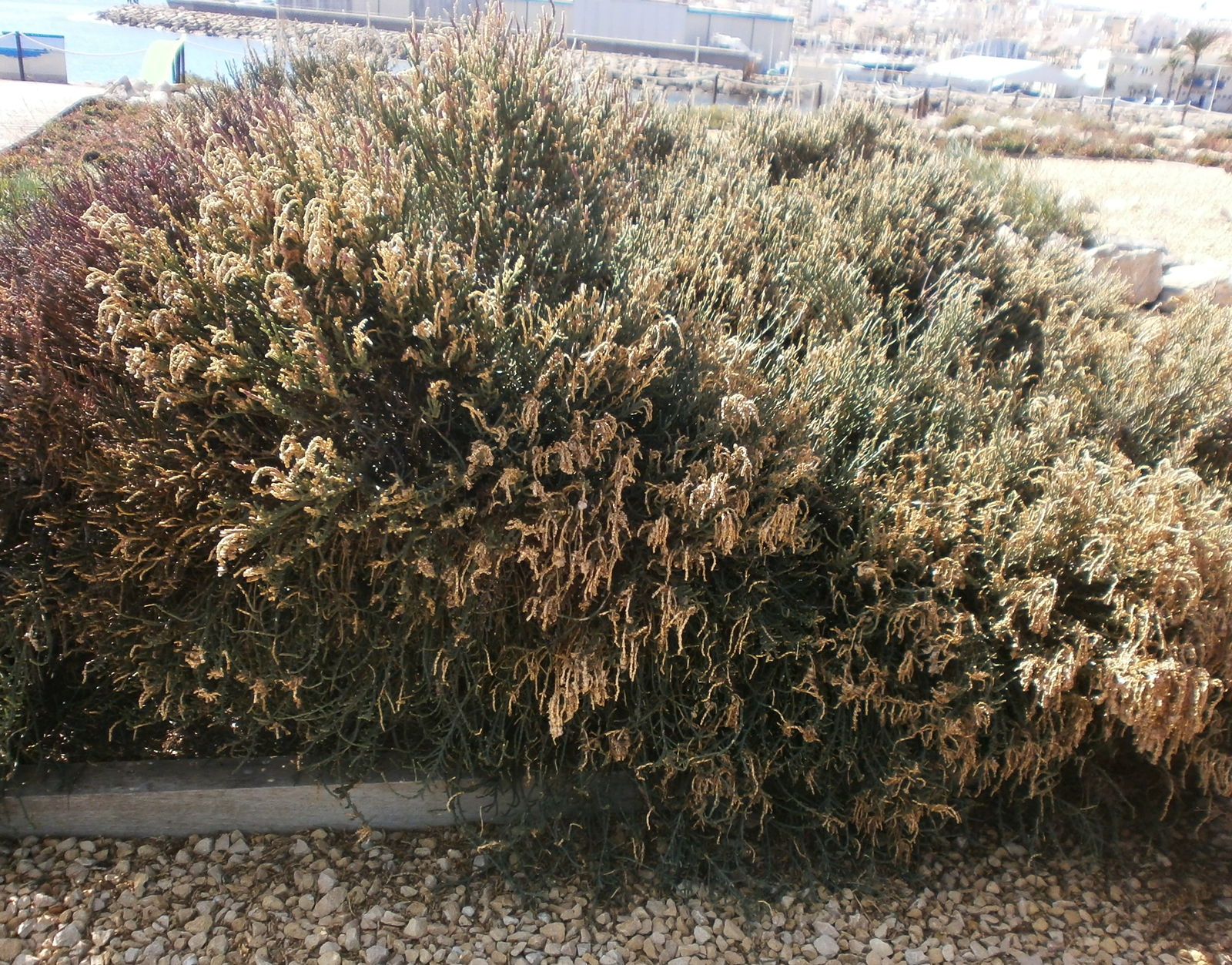